# Nuevo Progreso, Motozintla
Nuevo Progreso är en ort i Mexiko.   Den ligger i kommunen Motozintla och delstaten Chiapas, i den sydöstra delen av landet, 900 km sydost om huvudstaden Mexico City. Nuevo Progreso ligger 1 605 meter över havet och antalet invånare är 133.
Terrängen runt Nuevo Progreso är varierad, och sluttar västerut. Runt Nuevo Progreso är det ganska tätbefolkat, med 134 invånare per kvadratkilometer. Närmaste större samhälle är Motozintla de Mendoza, 12,7 km norr om Nuevo Progreso. I omgivningarna runt Nuevo Progreso växer i huvudsak städsegrön lövskog.